# Spathaspora arborariae
Spathaspora arborariae är en svampart som beskrevs av Cadete, Santos, Melo, Gomes, Mouro, Gonc alves, Stambuk, Lachance & Rosa 2009. Spathaspora arborariae ingår i släktet Spathaspora, ordningen Saccharomycetales, klassen Saccharomycetes, divisionen sporsäcksvampar och riket svampar.   Inga underarter finns listade i Catalogue of Life.